# Mehmet Müezzinoğlu

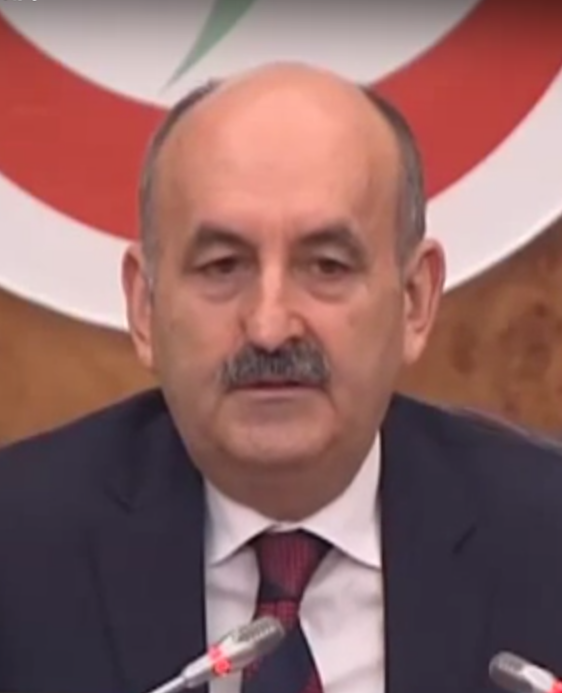
Mehmet Müezzinoğlu

Mehmet Müezzinoğlu (* 9. Januar 1955 in Komotini) ist ein türkischer Politiker der Adalet ve Kalkınma Partisi (AKP).

## Leben
Müezzinoğlu studierte an der Universität Istanbul. Seit 24. Januar 2013 wurde Müezzinoğlu als Nachfolger von Recep Akdağ Gesundheitsminister der Türkei im Kabinett Erdoğan III. Denselben Posten erhielt er auch in den Kabinetten Davutoğlu I, Davutoğlu II und Davutoğlu III.
Müezzinoğlu ist verheiratet und hat zwei Kinder.